# Den otců

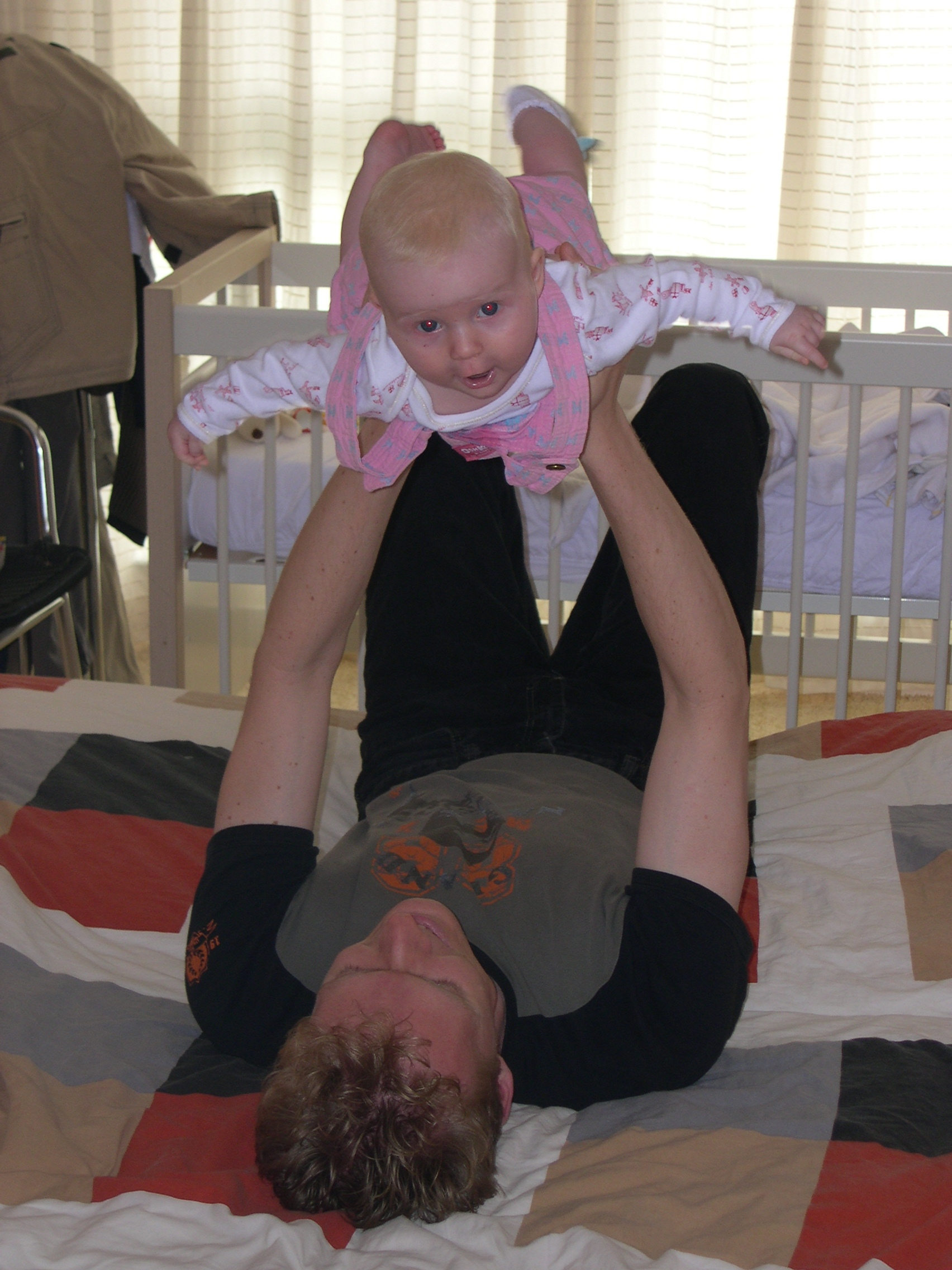
Otec hrající si se svým dítětem

Den otců je svátek na počest otců, oslavující otcovství, vztah otce k dítěti a roli otců ve společnosti. V mnoha zemích včetně České republiky se slaví třetí neděli v červnu, v některých státech se ale tradičně váže ke svátku sv. Josefa (19. března) či ještě k různým jiným datům. V severských zemích, například ve Finsku, je Den otců oslavován druhou neděli v listopadu a červnový termín je vyhrazen Mezinárodnímu dni mužů, tedy i těm bezdětným.
V České republice se tento svátek slaví dosud jen ojediněle. První akcí podporující Den otců je Tátafest, pořádaný v mnoha městech České republiky od roku 2007 Ligou otevřených mužů spolu s různými rodinnými a komunitními centry za podpory Unie center pro rodinu a komunitu. Od roku 2011 občanských sdružení i webový portál Střídavka, jehož akce se v posledních letech konají na Staroměstském náměstí v Praze.

## Historie
Tradici oslavy otců založila Američanka Sonora Smart Doddová, která chtěla ocenit úsilí, s nímž se o ni a další čtyři sourozence staral její ovdovělý tatínek. Úplně první oslava Dne otců se konala v americkém městečku Spokane ve státě Washington 19. června 1910, v den narozenin Sonořina otce.
První oslava Dne otců tak byla spíše soukromá, popularita svátku ale rychle rostla. V roce 1966 se díky prezidentovi Lyndonu Johnsonovi stala třetí červnová neděle oficiálně Dnem otců.